# Asura quadrilineata
Asura quadrilineata är en fjärilsart som beskrevs av Arnold Pagenstecher 1886. Asura quadrilineata ingår i släktet Asura och familjen björnspinnare. Inga underarter finns listade i Catalogue of Life.